# Larva (serie de televisión)

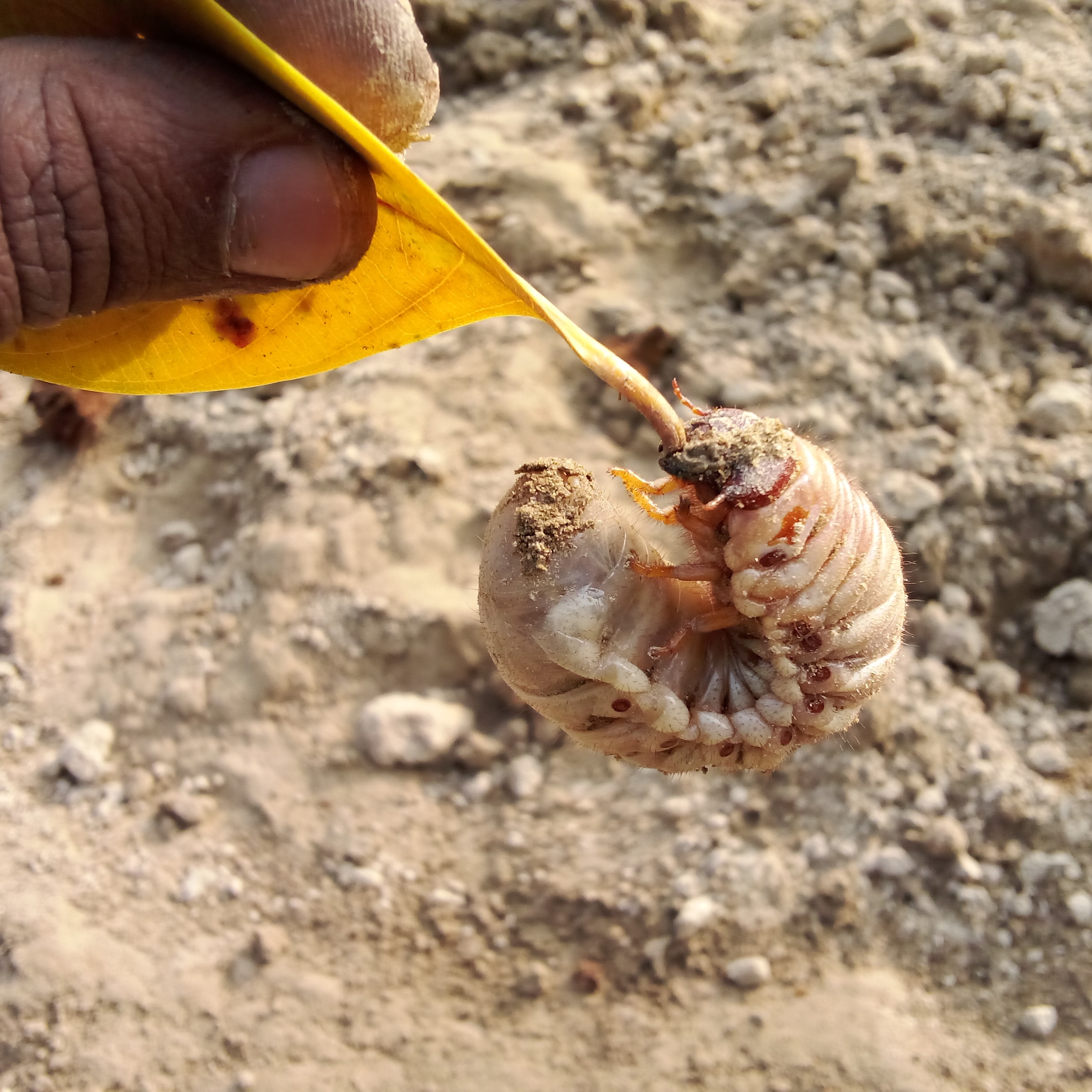
Larva™ (en coreano: 라바) es una series de cortos animados hecho por ordenador tridimensional y propiedad de la compañía de desarrollo y animación TUBɅⁿ en Seúl, Corea del Sur.[1] Estos cortos muestra dos Larvas como sus personajes principales. La primera temporada era transmitida en KBS 1televisión, la segunda temporada era transmitida en KBS 2televisión, la tercera temporada era transmitida en JEI televisión, actualmente la cuarta temporada es transmitido por Netflix.

Larva™ (en coreano: 라바) es una serie corta animada hecho por ordenador tridimensional y propiedad de la compañía de desarrollo y animación TUBɅⁿ en Seúl, Corea del Sur. Estos cortos muestra dos Larvas como sus personajes principales. La primera temporada era transmitida en KBS 1televisión, la segunda temporada era transmitida en KBS 2televisión, la tercera temporada era transmitida en JEI televisión, la cuarta y quinta temporada son transmitidos por Netflix, y la sexta temporada es transmitido por SBS.
En 2020, Netflix anunció que Larva tendría su propia película, The Larva Island Movie, que se estrenó el 23 de julio de 2020.

## Personajes

### Principales
- Amarillo: Es una larva amarilla y naranja con una antena. Amarillo es a menudo maltratado por Rojo, pero que nunca pone en peligro su amistad. A pesar de que normalmente obedece A Rojo,  pierde su mente delante de alimentario. Amarillo es malo con Rojo porque  toma todas las  cosas que es para Rojo y Rojo siempre le lucha. Cambia color de amarillo a marrón y  crece sombras verdes alrededor de su boca cuando éste siente emociones extremas.
- Rojo: Una larva roja y naranja. Arrogante y a menudo visto maltratando a Amarillo, Rojo normalmente se acaba haciendo daño en cambio. Él normalmente a gritos les gusta Bruce Lee cuando teme o se enfada.[2]

### Secundarios
- Violeta: Es una obesa babosa fantasma. Es a veces mostrada con la mitad de su cuerpo enterrado en la tierra. Cuándo está acechando, expone su cuerpo entero y ruge.
- Marrón: Es un escarabajo pelotero que reúne estiércol. Para él, su estiércol no sólo es alimento sino su tesoro. Odia cuando otros insectos tocan su preciado estiércol. Tiene una hebra larga de pelo en su mejilla.
- Negro: es un escarabajo Atlas cornudo que tiene una gran fuerza y normalmente está golpeando un capullo (el cual utiliza como un saco de boxeo). Es agresivo y bate a cualquiera que se meta con él. En "Black regresa", se revela que resulta ser una babosa que lleva armadura de escarabajo.
- Arcoiris: es un caracol con una concha roja y verde. Cuando está en su concha, se mueve despacio, pero a veces se lo ve sin concha, se lo ve erguido como un ser humano musculoso.
- Rosa: es una larva rosa con dos antenas, Actualmente la Esposa de Amarillo. La única hembra recurrente esconde una fuerza increíble detrás de su linda carita.

### Personajes menores
- Azul: una mosca que tiene olores numerosos. Nadie puede conseguir cercano debido a su olor repugnante. A menudo siente solitario porque nadie se le puede acercar y es mujer.
- Navy: Es un pez de mar profundo, que posee un apéndice en forma de linterna y largos y afilados colmillos. Es agresivo y suele atacar a Rojo y a Amarillo.
- Verde: Una planta carnívora que come cualquier cosa en la tierra. En efecto es, un enemigo que intenta devorar a todos los insectos porque intenta tragar los otros cuándo los encuentre, pero es más débil que Violeta.
- Rana: una rana que a menudo aparece en la alcantarilla, es sensible e intenta monopolizar todo el poder para comer los insectos y las larvas. Es mucho más grande que otras ranas normales. Huye de la alcantarilla y fue al apartamento donde Rojo y Amarillo vivieron en la temporada 2. En la  temporada 3 vive en la alcantarilla otra vez.
- Abeja: una abeja que recoge miel. Pica cuando alguien prueba su miel y en ese momento se enfada.
- Maroon: un dachshund que lleva un suéter azul y amarillo, apareciendo en la temporada 2. Persigue a Rojo y a Amarillo si éstos se mueven.
- Prussian: Un guacamayo azul que aparece en la temporada 2. Es también un depredador de las larvas. En "Nanta" se revela que vivió en la selva amazónica como polluelo.
- Prisma un camaleón qué aparece intermitentemente en varias zonas de la temporada 2, como el salón, el baño, el techo, e incluso el dormitorio; de repente aparece y ataca a Rojo y Amarillo sin razón.[2]
- Ephemera: Una efímera (la ex novia de rojo) que aparece en el episodio  del mismo nombre. Rojo se enamora de ella, pero tiene solamente 24 hs de vida, como en la vida real.suele aparecer con 3 cuerpos en los que aparece en sus dos capítulos
- Bicho de Bomba:  Una chinche que bombardea a Amarillo, Rojo y Marrón en el episodio "Bomba de Bichos" en la temporada 2. Tiene la capacidad de bombardear un sitio con ácido que sale de su fondo. Él normalmente lo hace cuando está enojado o triste, Tambien Aparce en Cortos Educativos, en uno se nos Revela que caso con una Especie Femenina Desconocida y tuvo un Hijo Parecido a Mite.
- Gris: Una rata que aparece en la temporada 3. Es enemigo de las larvas. Vuelve a aparecer en la temporada 4.
- Marfil: Un insecto palo que es débil y torpe.
- Platas: Son palomos gemelos quienes llevan una cáscara de banana y de sandía para esconder la calvicie en sus cabezas.

### Otros personajes
- Mite: Un ácaro quien Amarillo inicialmente adopta, pero resulta parasitariamente un huésped en Amarillo y los otros.
- Barro: Un saltarín del fango. Vive bajo las arenas y puede abofetear cada cual otro con sus aletas.
- Booby: Un pájaro bobo de patas azules que conoce a las larvas cuando llegaron a la isla. Está enamorado de un salvavidas en forma de pato.
- Cangreformer: Es una especie de transformer que vive en la isla. Su modo alternativo es un cangrejo rojo de vientre azul.
- Mango: Una larva que encuentra a Rojo cuando estuvo caído. Cuando ella conoce a Rojo primero, cae enamorada de él.
- Chuck: Un humano, el único que puede hablar en la temporada 4.
- Clara: una foca a la que Rojo y Amarillo se vuelven mejores amigos. Es juguetona, y encantadora y tiene el mismo nombre que la mujer del dije de Chuck.
- Erla: una larva que aparece en el capítulo "Pitapat" la cual se enamora de Marfil y son novios con el pasar de los capítulos y tienen citas.
- Magenta: Una larva/abeja que fue dado a luz a Amarillo y aparece en la quinta temporada de la serie.
- Aliens: Son personajes recurrentes en la sexta temporada de la serie.

## Producción
Larva fue lanzado por TUBA Entertainment en 2011, con espectadores de adulto en mente. Los productores apuntaron para crear una historieta que podría apelar a una audiencia de una escala de edad ancha. Debuto en el canal nacional, KBS y televisión en cable con cortos, episodios de 90-segundos. La serie deprisa devenía popular, y tan de septiembre 2015 estuvo vendido a más de 40 países, incluyendo Canal Plus en Francia, así como merchandising los contratos que tienen lugar en Taiwán, Alemania, Turquía y Chile, entre otros. Los creadores ganaron 1 millones de dólares en derechos en los primeros tres meses de lanzar relacionada con mercancías, incluyendo juguetes y productos de la papelería.

## Lista de episodio

### Visión general de serie
| Temporada | Temporada | Episodios | Episodios | Emisión original     | Emisión original     |
| Temporada | Temporada | Episodios | Episodios | Primera emisión      | Última emisión       |
| --------- | --------- | --------- | --------- | -------------------- | -------------------- |
|           | 1         | 52        | 52        | 2014 de abril del 17 | 2013 de junio del 17 |

### Temporada 1 (2011)
| Núm. inseries | Núm. inseason | Fecha de aire original    | Título                              | Storyboarded Por                               |
| ------------- | ------------- | ------------------------- | ----------------------------------- | ---------------------------------------------- |
| 1             | 1             | 26 de marzo del 2011      | Helado                              | Joo-Gong Maeng                                 |
| 2             | 1             | 26 de marzo del 2011      | Mosquito                            | Joo-Gong Maeng                                 |
| 3             | 1             | 26 de marzo del 2011      | Bailando en la Lluvia               | Joo-Gong Maeng                                 |
| 4             | 1             | 26 de marzo del 2011      | Seta                                | Tea-sik Shin                                   |
| 5             | 2             | 2 de abril del 2011       | Engoma (1)                          | Joo-Gong Maeng                                 |
| 6             | 2             | 2 de abril del 2011       | Carretera de hielo                  | Joo-Gong Maeng                                 |
| 7             | 2             | 2 de abril del 2011       | Paja                                | Byoung-wook Ahn                                |
| 8             | 2             | 2 de abril del 2011       | Planta insectívora                  | Byoung-wook Ahn                                |
| 9             | 3             | 9 de abril del 2011       | Caracol                             | Joo-Gong Maeng                                 |
| 10            | 3             | 9 de abril del 2011       | Snoring                             | Byoung-wook Ahn                                |
| 11            | 3             | 9 de abril del 2011       | Popcorn                             | Byoung-wook Ahn                                |
| 12            | 3             | 9 de abril del 2011       | Aquarium                            | Byoung-wook Ahn Y Dea-bum Kim                  |
| 13            | 4             | 23 de abril del 2011      | Jamón                               | Joo-Gong Maeng                                 |
| 14            | 4             | 23 de abril del 2011      | Psíquico                            | Byoung-wook Ahn                                |
| 15            | 4             | 23 de abril del 2011      | Mosca                               | Byoung-wook Ahn                                |
| 16            | 4             | 23 de abril del 2011      | Spaghetti                           | Dea-bum Kim                                    |
| 17            | 5             | 30 de abril del 2011      | Airform                             | Byoung-wook Ahn                                |
| 18–19         | 5             | 30 de abril del 2011      | Capullo (1&2)                       | Byoung-wook Ahn                                |
| 20            | 5             | 30 de abril del 2011      | Puding                              | Dea-bum Kim                                    |
| 21            | 6             | 7 de mayo del 2011        | Sandía                              | Dea-bum Kim                                    |
| 22            | 6             | 7 de mayo del 2011        | UFO                                 | Dea-bum Kim                                    |
| 23            | 6             | 7 de mayo del 2011        | Pesca                               | Dea-bum Kim                                    |
| 24            | 6             | 7 de mayo del 2011        | Fuera de Cuerpo                     | Dea-bum Kim                                    |
| 25            | 7             | 14 de mayo del 2011       | Primavera caliente                  | Dea-bum Kim                                    |
| 26            | 7             | 14 de mayo del 2011       | Escondrijo y Buscar                 | Byoung-wook Ahn                                |
| 27            | 7             | 14 de mayo del 2011       | Terremoto                           | Byoung-wook Ahn                                |
| 28            | 7             | 14 de mayo del 2011       | Cabello-Solución de crecimiento (1) | Dea-bum Kim                                    |
| 29            | 8             | 21 de mayo del 2011       | Inundación (1)                      | Byoung-wook Ahn                                |
| 30            | 8             | 21 de mayo del 2011       | Ciénaga                             | Dea-bum Kim                                    |
| 31            | 8             | 21 de mayo del 2011       | Nuez                                | Dea-bum Kim                                    |
| 32            | 8             | 21 de mayo del 2011       | Refresco                            | Dea-bum Kim                                    |
| 33            | 9             | 28 de mayo del 2011       | Rana                                | Dea-bum Kim y Byoung-wook Ahn                  |
| 34            | 9             | 28 de mayo del 2011       | Tifón (1)                           | Byoung-wook Ahn                                |
| 35            | 9             | 28 de mayo del 2011       | Cavidad                             | Dea-bum Kim                                    |
| 36            | 9             | 28 de mayo del 2011       | Cointoss                            | Byoung-wook Ahn                                |
| 37            | 10            | 4 de junio del 2011       | Concierto                           | Byoung-wook Ahn Y Dea-bum Kim                  |
| 38            | 10            | 4 de junio del 2011       | Snowball Lucha                      | Byoung-wook Ahn                                |
| 39            | 10            | 4 de junio del 2011       | Inundación (2)                      | Byoung-wook Ahn                                |
| 40            | 10            | 4 de junio del 2011       | Hormiga                             | Dea-bum Kim                                    |
| 41            | 11            | 11 de junio del 2011      | Stomachache                         | Dea-bum Kim                                    |
| 42            | 11            | 11 de junio del 2011      | Momia                               | Byoung-wook Ahn                                |
| 43            | 11            | 11 de junio del 2011      | Abeja (1)                           | Byoung-wook Ahn                                |
| 44            | 11            | 11 de junio del 2011      | Balón                               | Byoung-wook Ahn                                |
| 45            | 12            | 18 de junio del 2011      | Amor                                | Dea-bum Kim                                    |
| 46            | 12            | 18 de junio del 2011      | Resortes                            | Byoung-wook Ahn                                |
| 47            | 12            | 18 de junio del 2011      | Navidad                             | Dea-bum Kim                                    |
| 48            | 12            | 18 de junio del 2011      | Amarillo-Exterminador               | Joo-Gong Maeng                                 |
| 49            | 13            | 25 de junio del 2011      | El Cemento (1)                      | Dea-bum Kim                                    |
| 50            | 13            | 25 de junio del 2011      | Larvatar (1)                        | Byoung-wook Ahn                                |
| 51            | 13            | 25 de junio del 2011      | Cadera Hop                          | Dea-bum Kim y Byoung-wook Ahn                  |
| 52            | 13            | 25 de junio del 2011      | Snot                                | Joo-Gong Maeng                                 |
| 53            | 14            | 2 de julio del 2011       | Saludando                           | Min-seong Kang                                 |
| 54            | 14            | 2 de julio del 2011       | Fosa                                | Byoung-wook Ahn                                |
| 55            | 14            | 2 de julio del 2011       | Engoma (2)                          | Byoung-wook Ahn                                |
| 56            | 14            | 2 de julio del 2011       | Lloviendo                           | Byoung-wook Ahn                                |
| 57            | 15            | 9 de julio del 2011       | Guante                              | Byoung-wook Ahn                                |
| 58            | 15            | 9 de julio del 2011       | Riendo                              | Byoung-wook Ahn                                |
| 59            | 15            | 9 de julio del 2011       | Infección de ojo                    | Dea-bum Kim                                    |
| 60            | 15            | 9 de julio del 2011       | Desaparecido                        | Dea-bum Kim                                    |
| 61            | 16            | 16 de julio del 2011      | Peluca                              | Dea-bum Kim                                    |
| 62            | 16            | 16 de julio del 2011      | Vampiro                             | Dea-bum Kim                                    |
| 63            | 16            | 16 de julio del 2011      | Reloj                               | Min-seong Kang                                 |
| 64            | 16            | 16 de julio del 2011      | Staring Concurso                    | Byoung-wook Ahn                                |
| 65            | 17            | 23 de julio del 2011      | Perfume                             | Min-seong Kang                                 |
| 66            | 17            | 23 de julio del 2011      | Super Pegamento                     | Dea-bum Kim                                    |
| 67            | 17            | 23 de julio del 2011      | Cambio                              | Dea-bum Kim                                    |
| 68            | 17            | 23 de julio del 2011      | Creciendo una Planta                | Dea-bum Kim                                    |
| 69            | 18            | 30 de julio del 2011      | Abeja (2)                           | Byoung-wook Ahn                                |
| 70            | 18            | 30 de julio del 2011      | Scary Noche                         | Byoung-wook Ahn                                |
| 71            | 18            | 30 de julio del 2011      | Cuerda                              | Dea-bum Kim                                    |
| 72            | 18            | 30 de julio del 2011      | Araña                               | Min-seong Kang                                 |
| 73            | 19            | 6 de agosto del 2011      | Super Líquido                       | Dea-bum Kim                                    |
| 74            | 19            | 6 de agosto del 2011      | Pesadilla                           | Joo-Gong Maeng                                 |
| 75–76         | 19            | 6 de agosto del 2011      | Pollito (1&2)                       | Byoung-wook Ahn                                |
| 77            | 20            | 13 de agosto del 2011     | Farting                             | Min-seong Kang                                 |
| 78            | 20            | 13 de agosto del 2011     | Secreto de Caracol                  | Byoung-wook Ahn, Dea-bum Kim, y Min-seong Kang |
| 79            | 20            | 13 de agosto del 2011     | Mano                                | Dea-bum Kim                                    |
| 80            | 20            | 13 de agosto del 2011     | Botella                             | Dea-bum Kim y Byoung-wook Ahn                  |
| 81            | 21            | 20 de agosto del 2011     | Moonlight Vals                      | Byoung-wook Ahn                                |
| 82            | 21            | 20 de agosto del 2011     | Cabello-Solución de crecimiento (2) | Dea-bum Kim                                    |
| 83            | 21            | 20 de agosto del 2011     | Verruga                             | Min-seong Kang                                 |
| 84            | 21            | 20 de agosto del 2011     | Tifón (2)                           | Byoung-wook Ahn                                |
| 85            | 22            | 27 de agosto del 2011     | Espectáculo de ají                  | Dea-bum Kim                                    |
| 86            | 22            | 27 de agosto del 2011     | Alienígena                          | Min-seong Kahn                                 |
| 87            | 22            | 27 de agosto del 2011     | Uva                                 | Dea-bum Kim                                    |
| 88            | 22            | 27 de agosto del 2011     | Arena rápida                        | Min-seong Kang                                 |
| 89            | 23            | 3 de septiembre del 2011  | Larvatar (2)                        | Min-seong Kang                                 |
| 90            | 23            | 3 de septiembre del 2011  | Coche de juguete                    | Dea-bum Kim                                    |
| 91–92         | 23            | 3 de septiembre del 2011  | Amor de Amor del amor (1&2)         | Byoung-wook Ahn                                |
| 93            | 24            | 10 de septiembre del 2011 | Lago de cisne                       | Byoung-wook Ahn                                |
| 94            | 24            | 10 de septiembre del 2011 | Shock electrónico                   | Dea-bum Kim                                    |
| 95            | 24            | 10 de septiembre del 2011 | Silbar                              | Min-seong Kang                                 |
| 96            | 24            | 10 de septiembre del 2011 | Buceo                               | Byoung-wook Ahn                                |
| 97            | 25            | 17 de septiembre del 2011 | Fuego                               | Min-seong Kang                                 |
| 98            | 25            | 17 de septiembre del 2011 | Equilibrio                          | Dea-bum Kim                                    |
| 99            | 25            | 17 de septiembre del 2011 | Espectáculo de agua                 | Min-seong Kang                                 |
| 100           | 25            | 17 de septiembre del 2011 | Volando Amarillo                    | Byoung-wook Ahn                                |
| 101           | 26            | 24 de septiembre del 2011 | Pulpo de Brazo corto                | Dea-bum Kim                                    |
| 102–104       | 26            | 24 de septiembre del 2011 | Mundo Salvaje salvaje (1–3)         | Joo-Gong Maeng                                 |

### Temporada 2 (2013)
| Núm. inseries | Núm. inseason | Fecha de aire original    | Título                            | Storyboarded Por                 |
| ------------- | ------------- | ------------------------- | --------------------------------- | -------------------------------- |
| 1             | 1             | 5 de enero del 2013       | Larva bienvenida!                 | Min-seong Kang                   |
| 2             | 1             | 5 de enero del 2013       | Burbujas de jabón                 | Min-seong Kang                   |
| 3             | 2             | 12 de enero del 2013      | Robot                             | Hun-min Jang                     |
| 4             | 2             | 12 de enero del 2013      | ¡Marrón Regresa!                  | Seung-ik Ahn                     |
| 5             | 3             | 19 de enero del 2013      | ¡Para de Congelar!                | Woo-seong Jung                   |
| 6             | 3             | 19 de enero del 2013      | Upstanding                        | Byoung-wook Ahn                  |
| 7             | 4             | 26 de enero del 2013      | Salto de esquí                    | Min-seong Kang                   |
| 8             | 4             | 26 de enero del 2013      | Negro Regresa                     | Min-seong Kang                   |
| 9             | 5             | 2 de febrero del 2013     | Fecha de hombre                   | Min-seong Kang                   |
| 10            | 5             | 2 de febrero del 2013     | Tomate                            | Byoung-wook Ahn                  |
| 11            | 6             | 9 de febrero del 2013     | Maquillaje                        | Seung-ik Ahn                     |
| 12            | 6             | 9 de febrero del 2013     | Engoma                            | Byoung-wook Ahn                  |
| 13            | 7             | 16 de febrero del 2013    | Estornudo                         | Min-u Kim y Byoung-wook Ahn      |
| 14            | 7             | 15 de junio del 2013      | Tarro mágico                      | Min-seong Kang                   |
| 15            | 8             | 23 de febrero del 2013    | Ruleta                            | Byoung-wook Ahn                  |
| 16            | 8             | 23 de febrero del 2013    | Ping-Pong                         | Byoung-wook Ahn                  |
| 17            | 9             | 9 de marzo del 2013       | Araña-Larva                       | Min-seong Kang                   |
| 18            | 9             | 9 de marzo del 2013       | Bomba de bicho                    | Min-seong Kang                   |
| 19            | 10            | 16 de marzo del 2013      | Hola Rosa!                        | Byoung-wook Ahn                  |
| 20            | 10            | 16 de marzo del 2013      | Spinner                           | Byoung-wook Ahn                  |
| 21            | 11            | 23 de marzo del 2013      | Baile de hablante                 | Byoung-wook Ahn                  |
| 22            | 11            | 23 de marzo del 2013      | Limbs                             | Byoung-wook Ahn                  |
| 23            | 12            | 30 de marzo del 2013      | Baño                              | Byoung-wook Ahn                  |
| 24            | 12            | 30 de marzo del 2013      | El genio Amarillo                 | Min-seong Kang                   |
| 25            | 13            | 6 de abril del 2013       | Hola Violeta!                     | Hun-min Jang                     |
| 26            | 13            | 6 de abril del 2013       | Dieta                             | Byoung-wook Ahn                  |
| 27            | 14            | 11 de mayo del 2013       | Ventilador                        | Hun-min Jang                     |
| 28            | 14            | 20 de abril del 2013      | Sudor                             | Min-seong Kang                   |
| 29            | 15            | 18 de mayo del 2013       | Pesadilla                         | Ji-yeon Kim                      |
| 30            | 15            | 1 de junio del 2013       | Inodoro                           | Hun-min Jang Y Byoung-wook Ahn   |
| 31            | 16            | 25 de mayo del 2013       | Pollo amarillo                    | Joo-jae Beom                     |
| 32            | 16            | 8 de junio del 2013       | Galleta de fortuna                | Seung-ik Ahn                     |
| 33–34         | 17            | 22 de junio del 2013      | Mayfly (1&2)                      | Min-seong Kang                   |
| 35            | 18            | 20 de julio del 2013      | Hielo                             | Kang-heon Ahn                    |
| 36            | 18            | 29 de junio del 2013      | Lar-vengers                       | Hun-min Jang                     |
| 37            | 19            | 27 de julio del 2013      | Había una vez                     | Min-seong Kang                   |
| 38            | 19            | 13 de julio del 2013      | Ópera                             | Byoung-wook Ahn                  |
| 39            | 20            | 6 de julio del 2013       | Escondite                         | Joo-Gong Maeng                   |
| 40            | 20            | 10 de agosto del 2013     | Coche de larva                    | Byoung-wook Ahn                  |
| 41            | 21            | 14 de septiembre del 2013 | Rojo salvaje                      | Min-seong Kang Y Ji-yeon Kim     |
| 42            | 21            | 31 de agosto del 2013     | Beanstalks                        | Min-seong Kang Y Byoung-wook Ahn |
| 43            | 22            | 20 de abril del 2013      | Silbar                            | Min-u Kim                        |
| 44            | 22            | 17 de agosto del 2013     | Brown dorado                      | Min-seong Kang                   |
| 45            | 23            | 7 de septiembre del 2013  | Rana                              | Byoung-wook Ahn                  |
| 46            | 23            | 24 de agosto del 2013     | Pedos de flor                     | Byoung-wook Ahn                  |
| 47            | 24            | 20 de julio del 2013      | Capullo                           | Min-seong Kang Y Byoung-wook Ahn |
| 48            | 24            | 11 de mayo del 2013       | Nanta                             | Joo-Gong Meang                   |
| 49            | 25            | 16 de febrero del 2013    | Bayas extrañas                    | Byoung-Wook Ahn                  |
| 50            | 25            | 14 de septiembre del 2013 | Mundo salvaje salvaje salvaje (1) | Joo-Gong Maeng                   |
| 51            | 26            | 21 de septiembre del 2013 | Mundo salvaje salvaje salvaje (2) | Joo-Gong Maeng                   |
| 52            | 26            | 21 de septiembre del 2013 | Mundo salvaje salvaje salvaje (3) | Joo-Gong Maeng                   |

### Temporada 3 - Larva enNueva York(2014-15)
| Núm.    | Fecha de aire original                                         | Título                         | Storyboarded Por                               |
| ------- | -------------------------------------------------------------- | ------------------------------ | ---------------------------------------------- |
| 1       | 17 de octubre del 2014                                         | Dona                           | Jee-hyun Kim                                   |
| 2       | 24 de octubre del 2014                                         | Bengala                        | Byoung-wook Ahn                                |
| 3       | 31 de octubre del 2014                                         | Caja                           | Byoung-wook Ahn                                |
| 4       | 7 de noviembre del 2014                                        | Tifón (3)                      | Tae-wook Koh                                   |
| 5       | 14 de noviembre del 2014                                       | Hidrante                       | Byoung-wook Ahn                                |
| 6       | 21 de noviembre del 2014                                       | Limón                          | Jee-hyun Kim                                   |
| 7       | 28 de noviembre del 2014                                       | Engoma Pedo                    | Min-seong Kang                                 |
| 8       | 5 de diciembre del 2014                                        | Sombra                         | Ji-yeon Kim                                    |
| 9       | 12 de diciembre del 2014                                       | Hielo                          | Jee-hyun Kim                                   |
| 10      | Febrero 8                                                      | Corriente                      | Mi-seon Un y Min-seong Kang                    |
| 11      | Febrero 9                                                      | Baloncesto                     | Tae-wook Koh                                   |
| 12      | Febrero 10                                                     | Tickle                         | Ji-yeon Kim                                    |
| 13      | Febrero 11                                                     | Hipo                           | Byoung-wook Ahn Y Min-seong Kang               |
| 14      | Febrero 12                                                     | Ratón                          | Byoung-wook Ahn Y Min-seong Kang               |
| 15–16   | Febrero 13 y febrero 14                                        | Ajo (1&2)                      | Mi-seon Un                                     |
| 17      | Febrero 15                                                     | Rueda                          | Mi-seon Un                                     |
| 18      | Febrero 16                                                     | Imán                           | Seung-hun Kim                                  |
| 19      | Febrero 17                                                     | Insecto de palo                | Seung-hun Kim                                  |
| 20      | Febrero 18                                                     | Aceite                         | Seung-hun Kim                                  |
| 21–22   | Febrero 19 y febrero 20                                        | Doble Eyelids (1&2)            | Tae-wook Koh                                   |
| 23      | Febrero 21                                                     | Rojo de trueno                 | Ji-yeon Kim                                    |
| 24      | Febrero 22                                                     | Cemento 2                      | Jee-hyun Kim                                   |
| 25      | Febrero 23                                                     | El Chaser                      | Ji-yeon Kim                                    |
| 26      | Febrero 24                                                     | Envuelve                       | Ye-ri Kim                                      |
| 27      | Febrero 25                                                     | La Plata                       | Mi-seon Un                                     |
| 28      | Febrero 26                                                     | Arca                           | Ji-yeon Kim y Jee-hyun Kim                     |
| 29      | Febrero 27                                                     | Mite                           | Tae-wook Koh                                   |
| 30      | Febrero 28                                                     | Can Can                        | Tae-wook Koh                                   |
| 31      | Marzo 1                                                        | Rosa Secreto                   | Min-seong Kang                                 |
| 32      | Marzo 2                                                        | Masaje                         | Jee-hyun Kim                                   |
| 33      | Marzo 3                                                        | Lealtad                        | Tae-wook Koh                                   |
| 34      | Marzo 4                                                        | Artes Marciales                | Tae-wook Koh                                   |
| 35      | Marzo 5                                                        | Tubo                           | Tae-wook Koh                                   |
| 36      | Marzo 6                                                        | Etiqueta                       | Ji-yeon Kim                                    |
| 37      | Marzo 7                                                        | Fideo de taza                  | Min-seong Kang                                 |
| 38      | Marzo 8                                                        | Untidy Sleeper                 | Seung-hun Kim                                  |
| 39      | Marzo 9                                                        | Sushi                          | Jee-hyun Kim                                   |
| 40      | Marzo 10                                                       | Respiración                    | Jee-hyun Kim                                   |
| 41      | Marzo 11                                                       | Torre Stack                    | Ji-yeon Kim                                    |
| 42      | Marzo 12                                                       | Tipo duro                      | Jee-hyun Kim                                   |
| 43      | Marzo 13                                                       | Confrontación                  | Tae-wook Koh                                   |
| 44      | Marzo 14                                                       | Batalla de baile               | Tae-wook Koh                                   |
| 45      | Marzo 15                                                       | Booger                         | Jee-hyun Kim                                   |
| 46–47   | Marzo 16 y marzo 17                                            | Detective (1&2)                | Tae-wook Koh                                   |
| 48      | Marzo 18                                                       | Amarillo Secreto               | Ye-ri Kim y Jee-hyun Kim                       |
| 49      | Mayo 20                                                        | Paja                           | Seung-hun Kim                                  |
| 50      | Mayo 21                                                        | Papelito Poppers               | Tae-wook Koh                                   |
| 51      | Mayo 22                                                        | Lluvia                         | Jee-hyun Kim                                   |
| 52      | Mayo 23                                                        | Un Día en la Vida de Larva     | Mi-seon Un                                     |
| 53      | Mayo 24                                                        | Wiper                          | Bo-ri Lee y Min-seong Kang                     |
| 54      | Mayo 25                                                        | Larva Callejera                | Tae-wook Koh                                   |
| 55–56   | Mayo 26 y mayo 27                                              | Amarillo Venganza (1&2)        | Seung-hun Kim                                  |
| 57      | Mayo 28                                                        | Snowball Lucha                 | Byoung-wook Ahn Y Tae-wook Koh                 |
| 58      | Mayo 29                                                        | Vida de una Rata               | Min-seong Kang                                 |
| 59      | Mayo 30                                                        | Luchador en el Viento          | Seung-hun Kim                                  |
| 60      | Mayo 31                                                        | Larva de los Anillos           | Jee-hyun Kim                                   |
| 61      | Junio 1                                                        | Centellea Ligero               | Jee-hyun Kim                                   |
| 62      | Junio 2                                                        | Pegamento                      | Mi-seon Un                                     |
| 63–69   | Junio 3, Junio 4, Junio 5, Junio 6, Junio 7, Junio 8 y junio 9 | Larva Rangers (1–7)            | Byoung-wook Ahn, Tae-wook Koh, y Seung-hun Kim |
| 70      | Junio 10                                                       | Feelers                        | Seung-hun Kim                                  |
| 71      | Junio 11                                                       | Espectáculo de moda            | Mi-seon Un y Jee-hyun Kim                      |
| 72      | Junio 12                                                       | Rojo, un Budding Comedian      | Mi-seon Un                                     |
| 73–75   | Junio 13, Junio 14 y junio 15                                  | Matador de Insectos (1–3)      | Ji-yeon Kim; Seung-hun Kim (Parte 3 único)     |
| 76      | Junio 16                                                       | Guante                         | Mi-seon Un                                     |
| 77      | Junio 17                                                       | Troublemaker                   | Tae-wook Koh                                   |
| 78      | Junio 18                                                       | Batalla de mar                 | Jee-hyun Kim                                   |
| 79      | Junio 19                                                       | Pelota de goma                 | Ye-ri Kim y Jee-hyun Kim                       |
| 80      | Junio 20                                                       | Dizziness                      | Mi-seon Un y Jee-hyun Kim                      |
| 81–82   | Junio 21 y junio 22                                            | Pitapat (1&2)                  | Jee-hyun Kim                                   |
| 83      | Junio 23                                                       | Maratón                        | Ji-yeon Kim                                    |
| 84      | Junio 24                                                       | Tea                            | Tae-wook Koh                                   |
| 85      | Junio 25                                                       | Inundación                     | Min-seong Kang                                 |
| 86–89   | Junio 26, Junio 27, Junio 28 y junio 29                        | Amigo nuevo (1–4)              | Jee-hyun Kim                                   |
| 90      | Julio 19                                                       | Paraguas                       | Beop-seo Koo Y Seung-hun Kim                   |
| 91      | Julio 20                                                       | Queso                          | Min-seong Kang                                 |
| 92–93   | Julio 21 y Julio 22                                            | Aflicción (1&2)                | Jee-hyun Kim                                   |
| 94      | Julio 23                                                       | Una Experiencia Extracorporal  | Seung-Hun Kim                                  |
| 95      | Julio 24                                                       | Miniauto                       | Hyo-Cubo Kang y Jee-hyun Kim                   |
| 96–97   | Julio 25 y Julio 26                                            | Uno-sided Amor (1&2)           | Taek-woo Koh                                   |
| 98      | Julio 27                                                       | Bola de Estiércol              | Mi-seon Un                                     |
| 99      | Julio 28                                                       | Larvarta                       | Seung-hun Kim                                  |
| 100     | Julio 29                                                       | Bobsleigh                      | Jee-hyun Kim, Seung-hun Kim, y Tae-wook Koh    |
| 101     | Diciembre 25                                                   | ¡Es Navidad!                   | Joo-Gong Maeng y Min-seong Kang                |
| 102     | Diciembre 26                                                   | Cuando el tiempo Pasa de largo | Seung-hun Kim                                  |
| 103–104 | Diciembre 27 y diciembre 28                                    | Adiós Nueva York (1&2)         | Byoung-wook Ahn                                |

### Temporada 4 - Larva en la Isla (2018-2020)
| Núm.  | Fecha de aire original    | Título                        | Storyboarded Por            |
| ----- | ------------------------- | ----------------------------- | --------------------------- |
| 1     | Octubre 19                | Larva en la isla              | Kim Jee-hyun y Koh Tae-wook |
| 2     | Octubre 20                | Chuck                         | Kim Jee-hyun y Koh Tae-wook |
| 3-4   | Octubre 21                | Mango (1 y 2)                 | Kim Jee-hyun y Koh Tae-wook |
| 5     | Octubre 22                | Clara                         | Kim Jee-hyun y Koh Tae-wook |
| 6-7   | Octubre 23                | Cangreformer (1 y 2)          | Kim Jee-hyun y Koh Tae-wook |
| 8     | Octubre 24                | De pesca                      | Kim Jee-hyun y Koh Tae-wook |
| 9     | Octubre 25                | El dije                       | Kim Jee-hyun y Koh Tae-wook |
| 10    | Octubre 26                | Lala Isla                     | Kim Jee-hyun y Koh Tae-wook |
| 11    | Octubre 27                | El mejor Chef                 | Kim Jee-hyun y Koh Tae-wook |
| 12    | Octubre 28                | El cultivo                    | Kim Jee-hyun y Koh Tae-wook |
| 13    | Octubre 29                | El Pirata                     | Kim Jee-hyun y Koh Tae-wook |
| 14    | Octubre 30                | La transformación             | Kim Jee-hyun y Koh Tae-wook |
| 15    | Noviembre 1               | Voleibol de playa             |                             |
| 16    | Noviembre 2               |                               |                             |
| 17    | Noviembre 3               | Fuego                         |                             |
| 18    |                           |                               |                             |
| 19-20 | Noviembre 4 y noviembre 5 | Larva Rangers (1 y 2)         |                             |
| 21    | Noviembre 6               | El amor de Booby              |                             |
| 22    | Noviembre 7               | Un buen día                   |                             |
| 23    | Marzo 24                  | Mejores Amigos                |                             |
| 24    | Junio 25                  | Escape                        |                             |
| 25    | Julio 12                  | A la Deriva                   |                             |
| 26    | Julio 17                  | Larva en la Isla: La Película |                             |

### Temporada 5 - Larva la familia (2023)
1. El bebé/Pedo/Magenta, 4 de mayo del 2023
2. Compinches/Vida salvaje/Jalea real, 4 de mayo del 2023
3. Luciérnaga/Entrenamiento/Union, 4 de mayo del 2023
4. Teléfono inteligente/Juicio/Reloj mágico, 4 de mayo del 2023
5. Loco amor/Isla/Ping-pong, 4 de mayo del 2023
6. Guarda larva partes 1 y 2, 4 de mayo del 2023
7. Pupa partes 1 y 2, carrera en el aire, 4 de mayo del 2023
8. Cita/Pubertad/Navidad, 4 de mayo del 2023
9. Visitas/Ataque/La familia, 4 de mayo del 2023

### Temporada 6: Larva en marte (2024)
1. Larva en marte/Gravedad/Mucho gusto, 13 de enero del 2024
2. ¿Quién eres?/Espacio secreto/Paparazzi, 20 de enero del 2024
3. Entrevista/Bebé pedorro 1/Alfombra mágica/Peinado 1 y 2, 27 de enero del 2024
4. En vivo/Terapia musical/Picante/Escape, 3 de febrero del 2024
5. Sorbos/Semilla gratis 1 y 2/Cita a clegas, 10 de febrero del 2024

### Películas deNetflix
- Larva isla: la película, 23 de julio del 2020
- El colgante de isla Larva, 25 de mayo del 2022

## Recepción
Emily Ashby de la organización Medios de comunicación de Sentido Común "Larva" es valorada con tres estrellas. Alaba el espectáculo por mostrar la perspectiva de Rojo y Amarillo, declarando “Los personajes tienen la medida  de gusanos en todo sentido, todo alrededor les es más grande que la vida, y que la perspectiva es siempre divertida de ver en acción.”
A pesar de que la serie se catalogó para niños por Netflix, muchas revisiones de padres en Medios de comunicación de Sentido Común consideran a  "Larva" inapropiada por tener demasiados temas de adultos, incluyendo violencia frecuente, temas sexuales y referencias de fármacos los cuales podrían no ser aptas para niños.